# 74
El año 74 (LXXIV) fue un año común comenzado en sábado del calendario juliano, en vigor en aquella fecha.
En el Imperio romano, era conocido como el Año del tercer consulado de Vespasiano y Tito (o menos frecuentemente, año 827 Ab urbe condita). La denominación 74 para este año ha sido usado desde principios del período medieval, cuando el Anno Domini se convirtió en el método prevalente en Europa para nombrar a los años.

## Acontecimientos
- Vespasiano y  su hijo Tito ejercen juntos el consulado del Imperio romano por tercera vez (también en 70 y 72), siendo el quinto consulado del emperador y el tercero de su hijo.
- El ejército romano de Flavio Silva, cuyo núcleo era la Legio X Fretensis, toma Masada, último núcleo de resistencia judía.
- Según Plinio el Viejo, Vespasiano promulga el Edicto de Latinidad, por el cual se concede el ius latii minor a todas las comunidades de las provincias de Hispania.
- Se funda la ciudad de Castrum Vardulies, Castro-Urdiales.
- Vespasiano traslada la Legio VII Gemina Felix a la Hispania Tarraconensis, asentándola en el antiguo campamento de la Legio VI Victrix en lo que es actualmente León, donde permaneció hasta el final de la presencia romana en Hispania.